# Габієвський
Габіє́вський (рос. Габиевский) — селище у складі Сисертського міського округу Свердловської області.
Населення — 11 осіб (2010, 19 у 2002).
Національний склад населення станом на 2002 рік: росіяни — 37 %, башкири — 32 %.